# Оришківська ділянка
Оришківська ділянка — ботанічна пам'ятка природи місцевого значення в Україні. Розташована поблизу села Оришківців Кременецького району Тернопільської області, в межах лівого схилу долини річки Буглівка навпроти комбікормового заводу.
Площа — 2 га. Оголошена об'єктом природно-заповідного фонду рішенням виконкому Тернопільської обласної ради № 496 від 26 грудня 1983 року. Перебуває у віданні місцевого колективного сільськогосподарського підприємства. 
Під охороною — типові степові фітоценози для Західного Лісостепу. Особливо цінні гадючник шестипелюстковий, цмин пісковий, плаун булавовидний (внесені до Переліку рідкісних і таких, що перебувають під загрозою зникнення, видів рослинного світу на території Тернопільської області).
Місце оселення корисної ентомофауни.